# 策伦皮勒·贡布苏伦

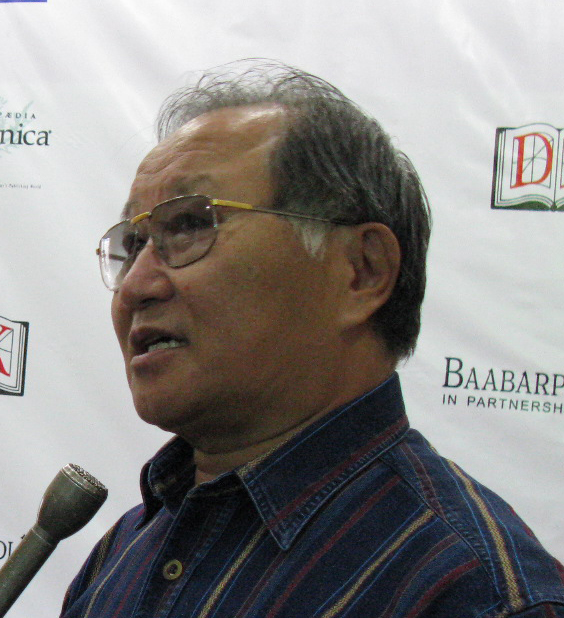
策伦皮勒·贡布苏伦

策伦皮勒·贡布苏伦（羅馬化：Tserenpiliin Gombosüren，1943年1月5日—）蒙古前杭爱省呼吉尔特县人，蒙古人民共和国政治人物。

## 生平
1966年自莫斯科出版高级学校（Moscow Higher School of Publishing）毕业。1976年自苏联共产党中央委员会高级党校（CPSU Central Committee's Higher Party School）毕业。他还接受了苏联外交部外交学院的培训。1967年至1976年，他在蒙古人民共和国的国家出版社担任工程师和部门主任。随后到蒙古人民共和国外交部工作，逐渐升为第一司（该司负责苏联和东欧）司长。1982年至1984年，担任负责亚洲事务的外交部副部长。随后在1984年至1987年担任蒙古驻苏联莫斯科的大使馆的参赞。回到乌兰巴托之后，1987年至1988年担任蒙古人民革命党中央委员会对外关系部副部长。1988年至1990年任外交部部长。1990年11月至1992年8月任对外关系部部长。1986年至1990年，任蒙古人民革命党中央委员会候补委员。1990年3月至1991年8月任蒙古人民革命党中央委员会委员。1990年3月至12月任蒙古人民革命党中央委员会政治局委员、蒙古人民革命党中央委员会书记。
1989年3月，蒙古人民共和国外交部部长贡布苏伦访华。5个月后，中华人民共和国外交部部长钱其琛对蒙古进行了正式访问，双方关系由此改善。
1992年6月28日，贡布苏伦作为蒙古人民革命党党员，在乌兰巴托25选区当选为国家大呼拉尔委员，任期四年。1992年8月4日被国家大呼拉尔任命为对外关系部部长。他是国家大呼拉尔三个常设委员会（外交政策和安全、法律事务、经济政策）的委员。
后来贡布苏伦淡出政坛，从事翻译工作，有时发表对国际关系的看法。